# Hydraulique urbaine
L'hydraulique urbaine traite de la conception des réseaux (génie urbain) des distributions d'eau potable et d'évacuation des eaux usées et pluviales en milieu urbain. Cet article porte sur les aspects techniques ; voir aussi l'approche institutionnelle dans assainissement.

## Méthodologie de dimensionnement des réseaux hydrauliques
Pendant plusieurs décennies, les concepteurs n'ont eu d'autre préoccupation que d'évacuer les eaux plus loin et donc de construire des réseaux toujours plus gros, plus longs et accompagnés d'ouvrages de plus en plus complexes et donc fragiles.
À cette approche lourde, tend à se substituer une logique plus durable dans laquelle on essaie de gérer les eaux de pluie à la source, en privilégiant l'infiltration et en multipliant les zones de rétention. Cette démarche s'applique à la fois en zone urbaine et en zone rurale où l'évolution des pratiques agricoles (pas seulement le remembrement) est à l'origine de ruissellements mal maîtrisés.
Il n'en demeure pas moins nécessaire de construire des réseaux et donc de les calculer « au mieux », c'est-à-dire en conciliant les aspects techniques et financiers mais également les conséquences humaines d'un débordement éventuel. C'est, à la base, un calcul de risque analogue à celui auquel l'assureur se livre lorsqu'il veut déterminer le montant des primes.
La démarche comprend trois étapes successives :
1. détermination de la pluie de référence,
2. appréciation du ruissellement,
3. modélisation du réseau et calcul des ouvrages.

### La pluie
C'est la pluie, par son caractère aléatoire qui introduit la notion de risque évoquée plus haut. Sa mise en équation repose sur une analyse statistique. Encore faut-il disposer de données en quantités suffisantes. 
On peut utiliser tout d'abord des pluies historiques, utilisant des données compilées par des stations au sol ou des données radar (e.g, Lidar). On peut utiliser également des pluies synthétiques (e.g la pluie de type Chicago) qui permettent de simuler des pluies réelles en utilisant certains paramètres. (e.g des coefficients provenant de courbes IDF - 'intensité-durée-fréquence).

### Le ruissellement
Il s'agit d'appréhender la « réponse » du bassin versant à la pluie. En zone rurale, l'exercice est particulièrement difficile puisqu'il faut prendre en compte la capacité d'infiltration des sols, éminemment variable selon le degré d'avancement des cultures et la pluviométrie dans les jours précédents.
Les coefficients de ruissellement utilisés dans les calculs de débits avec la méthode rationnelle sont fonction de la surface en présence. Ainsi, une surface asphaltée (Surface imperméabilisée) aura un coefficient de ruissellement variant de 0,7 à 0,95. Par contre, une surface engazonnée sur un sol sableux aura un coefficient variant entre 0,05 et 0,20. 
En zone urbaine « normalement » dense, on se contente généralement de travailler à partir de coefficients d'imperméabilisation (pour le calcul du débit de pointe) ou de coefficients d'apport (pour le calcul des bassins de retenues).

### La modélisation
Une technique de détermination des débits est l'utilisation de la méthode rationnelle.
Elle prend en compte plusieurs hypothèses de départ. 
- L’intensité de l’averse est uniforme et dans le temps et sur tout le bassin de drainage.
- La durée de l’averse tD est égale au temps de concentration tc du bassin de drainage.
- La fréquence d’occurrence T du débit de pointe Qp est la même que celle de la précipitation.
- Le débit de pointe Qp est une fraction du débit précipité.

La formule de base de la méthode rationnelle est Q=(CiA)/360 où Q est le débit en m3/s, i l'intensité de la pluie en mm/h et A la surface en ha. Toute la difficulté consiste à choisir la bonne durée de pluie, celle qui conduit au débit maximum. Trop courte, elle ne mobilise pas toute la surface d'étude. Trop longue, elle minimise l'effet de pointe. L'expérience a montré qu'une durée égale au temps de concentration du bassin versant considéré est généralement un bon choix.

#### Le réseau
On s'intéresse au débit de pointe qui détermine le diamètre de la conduite hydraulique. La pluie à prendre en compte, pour une période de retour donnée (10 ans par exemple), sera courte et donc brutale. On pourra ignorer les surfaces non revêtues puisque le ruissellement y est significativement plus lent et ne participe donc pas à l'effet de pointe.
Il existe diverses méthodes plus ou moins sophistiquées selon les moyens de calcul dont on dispose et surtout selon la qualité des données que l'on peut y introduire. 
Le développement de l'informatique a permis de développer des logiciels qui calculent pas à pas le comportement du réseau. On peut ainsi rechercher par itérations successives la pluie qui conduit au meilleur résultat. Encore faut-il que le gain de précision obtenu en modélisant finement les écoulements (équations de Muskingum ou Barré de Saint-Venant) ne soit pas compromis par des données de terrain insuffisamment précises.
Ces méthodes doivent obligatoirement être accompagnées d'un calage des paramètres donc de mesures de terrain (débitmètres, pluviomètres) 
Dans les cas simples, les méthodes simplifiées comme celle décrite dans l'instruction technique de 1977 sont tout à fait acceptables, dès lors que l'on garde à l'esprit leurs limitations. Il s'agit de l'actualisation de la formule de Caquot utilisée en France dès 1947.
Par exemple Q = 1,43 I0,29 C1,20 A0,78 donne le débit décennal Q en m³/s pour la région parisienne. À condition que la pente I soit comprise entre 0,2 % et 5 %, que le ruissellement C soit supérieur à 20 %, que la surface A ne dépasse pas 200 hectares et que le site étudié ne soit pas trop allongé.

#### Les bassins
On s'intéresse cette fois au contraire à des pluies de longue durée qui, elles, sollicitent les surfaces non revêtues.
Il existe là encore diverses méthodes à utiliser avec discernement.